# Seibis
Seibis ist ein Ortsteil von Rosenthal am Rennsteig im Saale-Orla-Kreis in Thüringen.

## Lage
Seibis ist ein Bergdorf im Thüringer Schiefergebirge. Die Gemarkung des Dorfes liegt an der Nordgrenze von Bayern und lag nach 1945 bis zur deutschen Wiedervereinigung an der innerdeutschen Grenze. Über eine Ortsverbindungsstraße ist das Dorf mit der Kreisstraße 101 verbunden.

## Geschichte
Im Jahr 1500 wurde das Bergdorf erstmals urkundlich erwähnt. Im 16. Jahrhundert wird Seibis als kleines Grenzdorf beschrieben, dass aus einer von Ost nach West längs einer gewundenen Dorfgasse, 35 Fuß ansteigend, am Marienhügel sich hinziehende Häuserreihe besteht und außer einer Schule, ein Gemeinderathaus und 33 Privathäuser mit 18 Höfen zählte. 189 Einwohner lebten in 41 Familien. An der Moschwitz befanden sich mehrere Mühlen, die Buttermühle, die Dorschenmühle sowie eine Glasknopfhütte.
Am 1. Juli 1950 wurde die bis dahin selbständige Gemeinde Seibis ein Ortsteil von Schlegel. Schlegel wurde 2019 Teil der Gemeinde Rosenthal am Rennsteig.